# Kees Plat
Kees Plat (Volendam, 9 januari 1957) is een Nederlands zanger en songwriter. Hij is een van de oprichters van de Tribute to The Cats Band.

## Biografie
Plat trad op in bands als Embryo, Double Trouble, Friends (een begeleidingsband met onder meer Carola Smit) en Stampvast. Van de laatste was hij een van de oprichters. Verder vormde hij met André Veerman een duo voor feestmuziek. Plat is eigenaar van een muziekstudio waar hij zelf muziek schrijft. Hij schreef bijvoorbeeld werk voor zanger Mark van Veen, met wie hij ook een muzikaal duo vormt. Daarnaast treedt hij op met Sonja Onderstal. Solo bracht Plat in 2015 het album A Boy from Nowhere uit.
In september 2000 was hij een van de oprichters van de Tribute to The Cats Band, een van de drie coverbands die landelijk optreden met nummers van The Cats. De band speelt niet alleen covers, maar ook andere liedjes, waarvan Plat er meerdere heeft geschreven. In september 2022 stapte hij als bandlid op vanwege een aandoening aan zijn vingers. Hij werd opgevolgd door Marcel Veerman. Als solist en als duo met Sonja bleef hij wel optreden. In 2013 waren negen van de achttien nummers van de band in de Volendammer Top 1000 niet van The Cats.